# Kiskő-oldali-barlang
A Kiskő-oldali-barlang a Duna–Ipoly Nemzeti Parkban lévő Gerecsei Tájvédelmi Körzetben, Bajót külterületén található egyik barlang. Régészeti és őslénytani leletek kerültek elő belőle. Magyarország megkülönböztetetten védett barlangjai között volt.

## Leírás
A Gerecse hegységben (Keleti-Gerecse), Bajót külterületén, az Öreg-kő K-i részterületét alkotó Kiskő-oldal D-i oldalában elhelyezkedő felhagyott kőfejtőben, erdőben, sziklafal tövében van a barlang bejárata. A 2,5 m széles és 1,6 m magas barlangbejárat szabálytalan alakú, természetes, de mélyített jellegű, vízszintes tengelyirányú. A barlang felső triász dachsteini mészkőben keletkezett karsztvízszint alatti oldódás miatt. A részletesen felmért barlang 16 m hosszú, 5,2 m függőleges kiterjedésű, 4,2 m magas, 1 m mély és 12,5 m vízszintes kiterjedésű. Az engedély nélkül megtekinthető, könnyű sétával megközelíthető barlang bejárásához elég egy lámpa. Végponti hasadéka azonban csak némi sziklamászással járható.
A barlang sok avarral borított lejtős bejárati része után egy 5 m magas terem következik, ahol szép gömbfülkék, gömbüstök díszítik a falakat, az aljzatot pedig agyagos kőtörmelék fedi. A terem közepén tűzrakó hely van, körülötte fatörmelék. A napfény bejut ide, de az alaposabb körbenézéshez lámpa kell. A falak néhol algásak, nedvesek. A terem végében 2 m-t felmászva egy rövid felső részbe lehet jutni. Pusztuló cseppkőlefolyások, kis farkasfogas cseppkőzászlók, montmilch figyelhető meg itt. A képződmények nem rongáltak. Felfelé omladékban végződő kis kürtők indulnak. Visszaoldott cseppkövek, gyökerek, pókok, rovarok vannak még erre.
Az üregben barlangi medve, rénszarvas, gyapjas orrszarvú, őstulok és óriásszarvas maradványokat is találtak.
1984-ben volt először Kiskő-oldali-barlangnak nevezve a barlang az irodalmában. Előfordul a barlang az irodalmában Kiskőoldal-barlang (Bertalan 1976), Kiskőoldal barlang (Vigh 1937), Kis-kőoldali-barlang (Bertalan, Schőnviszky 1976), Kiskőoldali barlang (Mottl 1934), Kiskő-oldali-sziklaüreg (Székely 1994), Kiskőoldali-sziklaüreg (Kordos 1984) és Kiskőoldali sziklaüreg (Kadić 1952) neveken is.

## Kutatástörténet
Az 1908-ban kiadott, Esztergom vármegyét ismertető könyv szerint Esztergom vármegyében barlanglakók nyomait nem találták meg, mert nincsenek olyan barlangok, melyekben arra utaló nyomok lennének, hogy bennük régen ősemberek laktak. Erre a vidékre már fejlettebb igényekkel jöttek az első letelepedők, akik állatcsontokból, szarvasagancsból készített szerszámaik mellett már kőszerszámokat is használtak. Ezért nem voltak rászorulva arra, hogy barlangokban, vagy földbe vájt üregekben lakjanak, hanem készíthettek sátrakat, valamint kunyhókat. Azokat a barlangokat, vagy földbe vájt üregeket, amelyekből erdőkben, vagy félreeső, nehezen hozzáférhető vidékeken most is sok van és emberi kultúra nyomai vannak bennük, nem lehettek ősemberek lakhelyei. Azok főleg a tatárjárás és törökpusztítás idejéből való búvólyukak voltak, mert nem vezethetők vissza az ősidőkre az azokban talált tárgyak.
Az 1928. évi Állattani Közleményekben kiadott, Gaál István által írt tanulmányban szó van arról, hogy míg az Öreg-kő lejtőjén nyíló Jankovich-barlang nagy bejárata már messziről jól látható, addig a Bajóthoz sokkal közelebb található Kiskő-oldal felső triász mészkővonulatában eddig semmi sem utalt barlang jelenlétére. Azon a helyen, amelyről Hillebrand Jenő korábban sokszor megállapította, hogy ott valószínűleg barlang van, 1927-ben kőfejtéssel tényleg rábukkantak egy kis üreg bejáratára. Ebben a bajóti harmadik barlangban Hillebrand Jenő 1927. novemberben 4 napon keresztül ásatott. Hillebrand Jenő az eddigi ásatás régészeti eredményeit röviden már ismertette (1927). A barlang elhelyezkedése, méretei és az ásatás egyéb körülményei iránt érdeklődő megtalálja a megfelelő adatokat Hillebrand Jenő dolgozatában. Jelen publikációban ezért ezekre csak röviden utal Gaál István. A barlangi rétegeket Gaál István is felsorolta.
A felszínt feketés, majd lejjebb barnás humuszos réteg fedi. Ez, a benne található cserepek alapján is, jelenkori kitöltés. Alatta szürkéssárga meddő réteg helyezkedik el, és ez is valószínűleg holocén kori. Az alattuk fekvő világossárga réteget, amely az előbbiekkel együtt a bejárat előtti kis teraszon is megvolt, szögletes mészkőtörmeléken kívül diluviális emlősök csontjai jellemzik. Ennek a rétegnek korát a benne talált nagyon jellegzetes kovapenge miatt Hillebrand Jenő a magdalénienbe, vagyis a diluvium legfelső szintjébe helyezte. A világossárga agyagréteg feküje, de már csak az üreg belsejében, barnás barlangi agyag, amely, ahogy az előbbi is, kb. 40 cm vastag. Ebben egyetlen pattintott kőszerszámot talált, de ez sem típusos. Ennek a rétegnek a korát Hillebrand Jenő feltételesen solutréinek határozta meg, leginkább azért, mert a barlangi medve csontjai sokkal gyakoribbak benne, mint az előbbi rétegben, és ezen kívül a Jankovich-barlangban szerzett tapasztalatok is ezt valószínűsítik.
A barlang fenekét vékony, sárgásvörös és plasztikus agyagréteg fedi, amelyben nem volt ősmaradvány. A felszíntől mért 3,2 m mélyen az ásatás elérte a barlangfenék dachsteini mészkövét. Ami ezek után a rétegsor emlősmaradványait illeti, a holocén szintről csak azt kell tudni, hogy nagyon sok volt benne a rókacsont. A diluviális üledékek közül a felsőbb, sárga, vagyis magdaléni rétegből sokkal több csont került elő, mint az alatta elhelyezkedő barna diluviális rétegből. A felső réteg eddig napvilágra került emlősfajai a következők: Ursus spelaeus Rosenm., Vulpes vulpes fossilis, Rangifer tarandus fossilis, Cervus canadensis asiaticus fossilis, Diceros antiquitatis és Equus cf. ferus fossilis. Ez a mindössze 6 fajból álló sorozat a Jankovich-barlangból előkerült 22 fajból, és leginkább az alatta lévő kisebb barlangokból meghatározott 30 fajból álló emlőssorozattal szemben szegényesnek tekinthető ugyan, de jelentéktelennek nem.

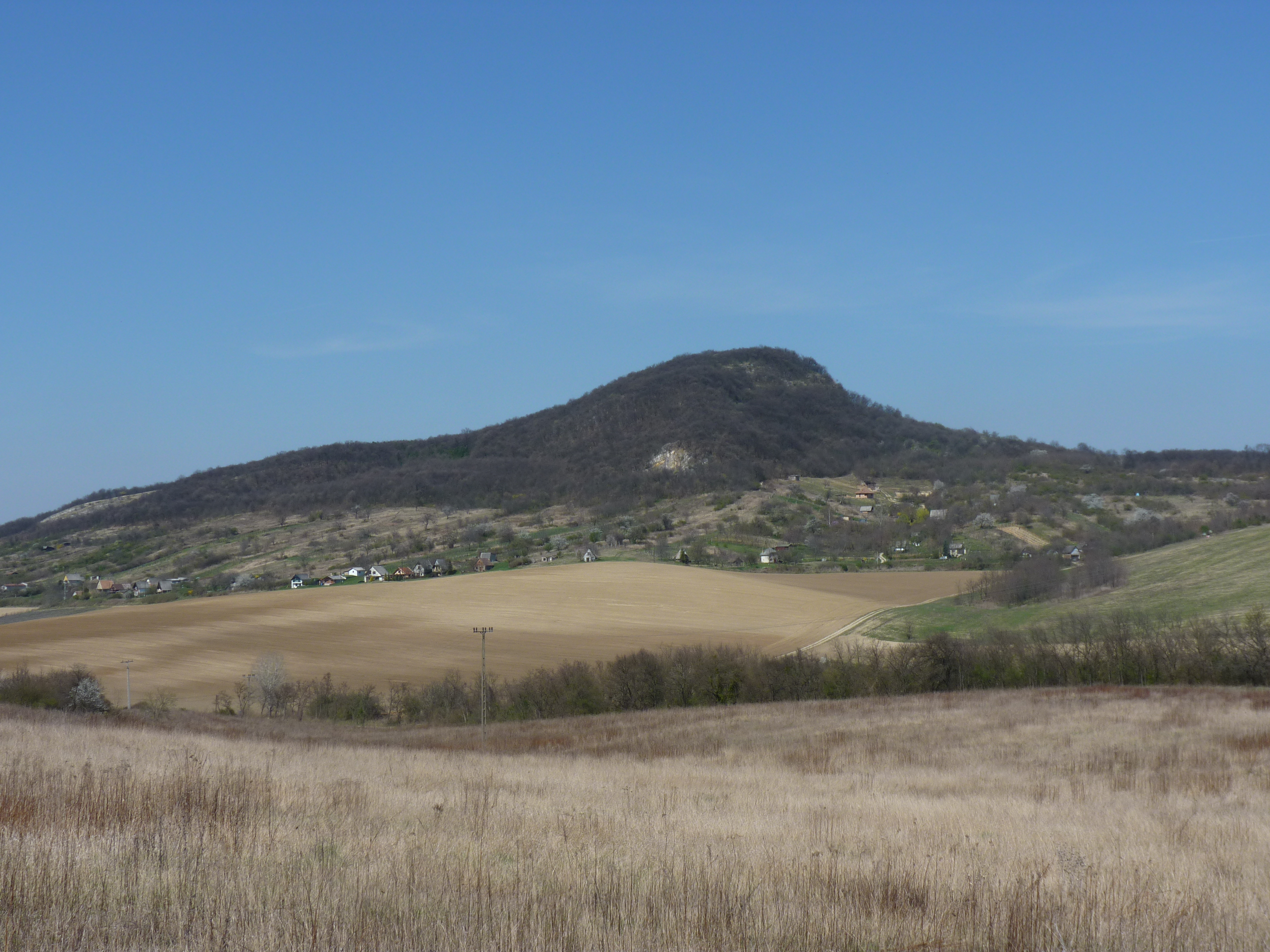
Az Öreg-kő

Főleg az egyetlen rókafog (jobb oldali alsó c) feltűnő nagysága bizonyítja Kormos Tivadarnak azt a korábbi megállapítását, hogy a magyarországi diluviális róka nem a jelenleg az országban élő, hanem a skandináviai alfajjal azonos. Feltűnő a maral (Cervus canadensis asiaticus) diluviális alakjának jelenléte is, amit 1 atlason és 1 epistrophaeuson kívül az ősember által felhasogatott, de jól összeállítható radius igazol. Nagyon érdekesek a gyapjas orrszarvú maradványok is, mert az előkerült 2 humerus töredék, 1 tibia töredék, 1 talus és 1 scapula töredék legalább két állattól származik. Ezek közül az egyik nagyon fiatal csikó volt. A Jankovich-barlangban csak egy (szintén feltört) humerus töredéket találtak, míg az alatta elhelyezkedő barlangból nem került elő orrszarvúcsont. A ló 2 metacarpus töredék (proxim. végek), illetve a pártacsont és patacsont tanúsága szerint kis termetű fajhoz, valószínűleg a tarpán fosszilis őséhez tartozik.
A barlangi medvét a barlangban csak két szemfog képviselte, míg ezzel szemben a rénszarvas sokkal gyakoribbnak tűnik, amit az előkerült ujjpercen és egy bal állkapocstöredéken (a P2, P3 és P4-el) kívül több felhasogatott szárcsont bizonyít. A legfelső diluvium e két jellegzetes fajának ebben az arányban történő előfordulási viszonyai valóban igazolják Hillebrand Jenőnek azt a megállapítását, hogy ezt a réteget minden bizonnyal a magdaléni szintbe kell helyezni. Az alsóbb (barna) rétegben a következő maradványok voltak: Ursus spelaeus Rosenm., Bos primigenius, Rangifer tarandus fossilis és Megaceros giganteus. Ez a sorozat jelentéktelenebb a fentibbnél, de azért van benne érdekesség. Főleg az óriásgím jelenléte szembetűnő, amely eddig egyetlen bajóti barlangból sem került elő. Itt is csak egy metacarpus distalis epiphysise bizonyítja ennek a fajnak a jelenlétét. A másik szarvasfajt, a rénszarvast ebben a rétegben csak egy ujjperc és egy zápfog (M1) képviseli. Nem volt gyakori. Annál gyakoribbnak mondja Hillebrand Jenő a barlangi medvét, amelynek valószínűleg a helyszínen megfigyelt sok csonttöredék az alapja. A gyűjtésből viszont csak egy 1–2 hónapos bocs állkapocstöredéke és ugyanennek az állatnak egy metacarpus töredéke került Gaál Istvánhoz.

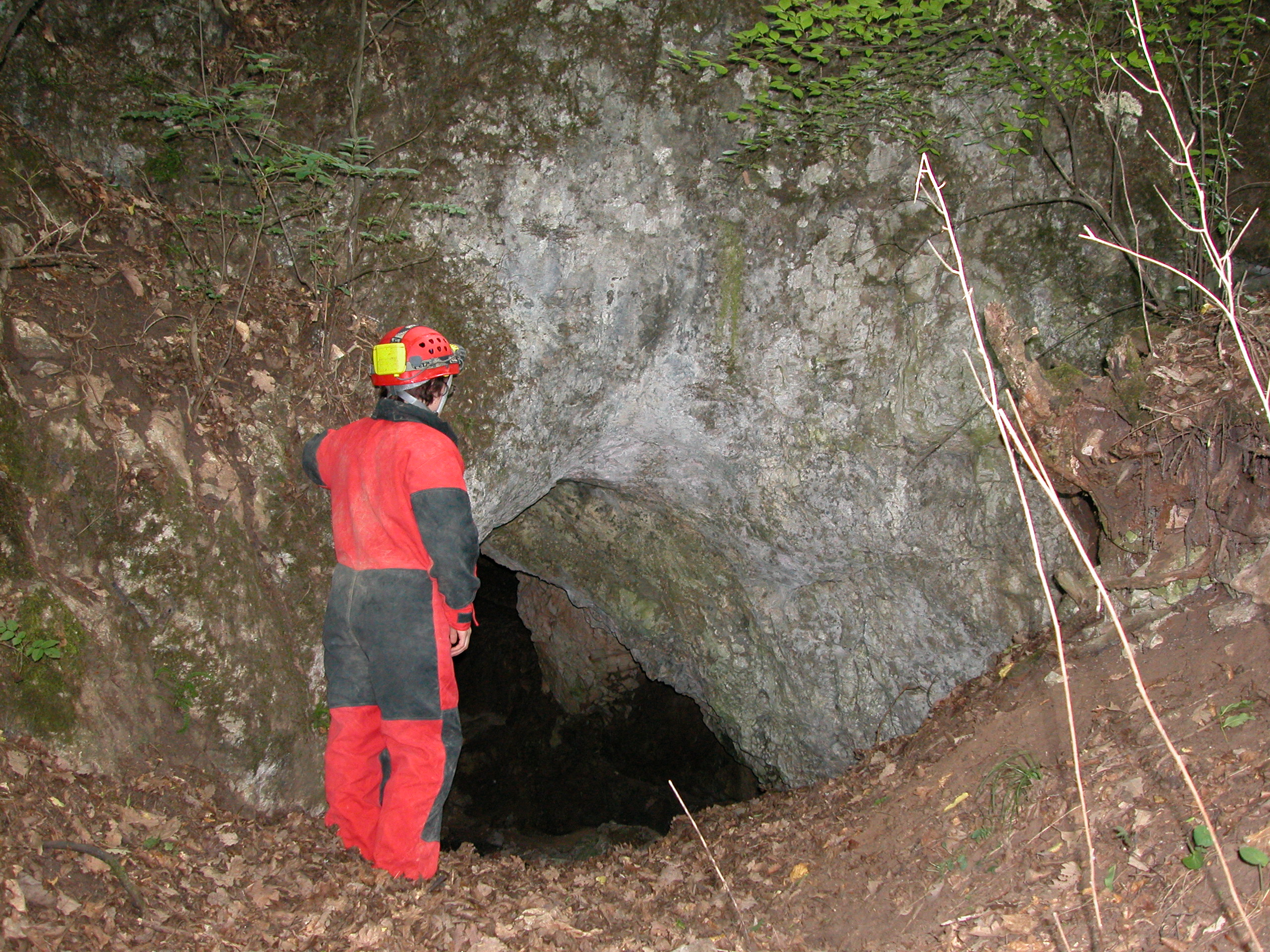
A barlang bejárata 2003-ban

Az őstuloknak két csontja: egy metatarsus töredék, illetve egy ujjperc került innen elő. Elmondható, hogy ez az állatfaj a postglaciális időben eléggé ritka volt. Ezt többek között az is bizonyítja, hogy a gazdag faunájú másik két bajóti barlangban eddig egyetlen őstulok csont sem került elő. A Kiskő-oldali-barlang faunája főleg azért érdekes, mert 8 faja közül 2, sőt esetleg 3 (az óriásgímen és az őstulkon kívül a kistermetű ősló az esetleges harmadik faj) eddig nem volt kimutatható a másik két bajóti barlang feltűnően gazdag faunájában. Érdekes az is, hogy ebben a kis barlangban a rókán kívül csak nagy, sőt hatalmas termetű emlősök maradványai gyűltek össze. Ennek a különös jelenségnek a magyarázata Gaál István és Hillebrand Jenő szerint az, hogy postglaciális elődeink ezt a kis barlangot csak néha és csak rövid időre látogathatták (nem volt tűzhelynyom), minden bizonnyal nagy vadra vadászat közben. Nehéz magyarázatot találni az apróbb emlős- és madárcsontok hiányára, mert ezekkel szinte tele vannak a Jankovich-barlang, de még jobban a második barlang egykorú rétegei. A Kiskő-oldal barlangjának ez a negatív különlegessége nagyon feltűnő, mert az emberek által ritkán látogatott barlangban egy kisebb emlős ragadozó, vagy bagoly könnyen tanyát tud ütni. A kis barlangnak ezt a jellemzőjét érdemes megjegyezni, és megfelelő időben megkeresni a megfejtés kulcsát.
A Gaál István által írt, 1930-ban megjelent, A harmadik bajóti barlang diluviális faunája című tanulmányban szó van arról, hogy a budai hegyvidék őslénytanilag érdekes barlangjainak száma 1927-ben is több lett eggyel. Ugyanis az Esztergom vármegyei Bajót határában kőfejtéssel feltárták a település harmadik barlangját. Ez a legújabb barlang ugyan sem méreteiben, sem faunagazdagságában nem vetekszik a bajóti Jankovich-barlanggal, és még kevésbé a Jankovich-barlang alatt elhelyezkedő, rendkívül gazdag fosszilis faunájú Baits-barlanggal, de mégis több szempontból figyelemre méltó.
Ezt a legújabb barlangot is Hillebrand Jenő ásatta ki leginkább azért, hogy az ásatással az ősember tárgyait megtalálja. Az ásatás eredményeit tömören közölte a Die Eiszeit című folyóiratban (1927). Hillebrand Jenőnek ebben az írásában leginkább az az érdekes, hogy Hillebrand Jenő a kőeszközök alapján a barlangi diluviumot két szintre: solutréire és magdalénire osztotta. Ezt a kettéosztást egyébként alátámasztja az a kevés ősmaradvány is, amelyeket a barlangban talált. A felsőbb, világossárga diluviális agyagrétegből a következő fajok csontmaradványai kerültek elő: barlangi medve (Ursus spelaeus Rosenm.), róka (Vulpes vulpes foss.), rénszarvas (Rangifer tarandus foss.), maral (Cervus canadensis asiaticus foss.), gyapjas orrszarvú (Diceros antiquitatis) és egy kistermetű ősló (Equus cf. ferus foss.), amely utóbbi a jelenlegi ázsiai vadló diluviális őse.

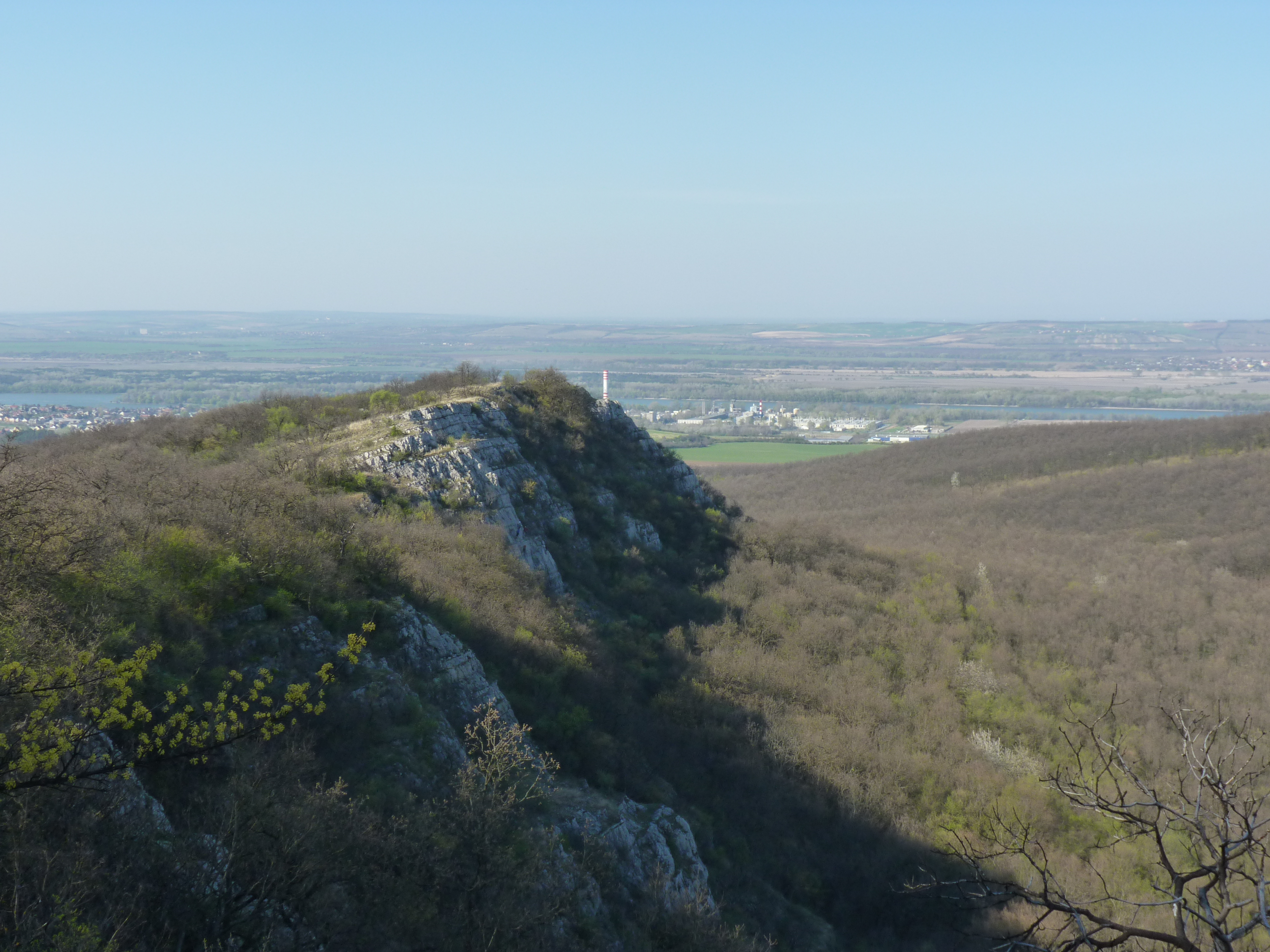
Kilátás az Öreg-kőről, a Jankovich-barlang környékéről É felé

Ez a kis sorozat ugyan semmiképp sem vetekszik a bajóti Baits-barlang gazdag faunájával, amelyet Gaál István az 1927. évi Természettudományi Közlönyben ismertetett, de a kanadai szarvas ősvilági rokonának, a maralnak, illetve a kistermetű ős vadlónak feltűnő a jelenléte. A mélyebb, barna agyagban csak négy faj csontmaradványai voltak: barlangi medve, őstulok (Bos primigenius), rénszarvas és óriásgím (Megaceros giganteus). Az az érdekes ebben a kis sorozatban, hogy a bajóti diluvium eddigi, több mint 40 emlősfaját két új fajjal gyarapította: az őstulokkal és az óriásgímmel. Az egymás tőszomszédságában lévő barlangok fosszilis faunáinak párhuzamba állítása sok érdekes problémát felszínre hozhat. Ebben az esetben ilyen kérdés az is, hogy miért hiányzanak a bajóti harmadik barlangból az apró emlősök és a madarak csontjai, pedig ezek tömegesen előfordulnak a másik két barlangban. Az ilyen kérdések részletes vizsgálata sok esetben fontos vonásokkal egészíti ki az ősember életére vonatkozó nagyon hézagos ismereteinket.
Az 1934. évi Barlangvilágban napvilágot látott egy közlemény, amely szerint a Magyar Barlangkutató Társulat 1934. január 23-án szakülést tartott. A szakülés első tárgya Gaál Istvánnak A bajóti barlangok diluviális faunájának néhány érdekes vonása című előadása volt. Az előadó ismertette a bajóti Öreg-kő üregeinek fosszilis emlősmaradványait és a Baits-barlang csontanyagát. A Jankovich-barlangban és a Kiskőoldali barlangban Hillebrand Jenő végzett ásatást, és ezek fosszilis faunáját Kormos Tivadar dolgozta fel. Érdekes ellentétek vannak az egymáshoz közeli barlangok faunájában. Kormos Tivadar véleménye szerint az egymáshoz közeli barlangok faunája aszerint változik, hogy milyen zsákmányállatok lakták.
Kadić Ottokárnak a Magyar Királyi Földtani Intézet 1934. évi évkönyvében kiadott tanulmányában meg van említve, hogy a Jankovich-barlang közelében található Kiskő-oldalban kis barlangot fedeztek fel 1927-ben, amelynek pleisztocén kitöltésében Hillebrand Jenő egy nagy, magdaléni kultúrájú pengét talált. A Turisták Lapja 1937. évi évfolyamában szó van arról, hogy a Kiskőoldal barlangnak Bajóttól K-re 1,5 km-re, a Kiskő-oldalban, 35 m relatív magasságban, sziklateraszon helyezkedik el az ÉK-re tekintő bejárata. 1927-ben Baits György fedezte fel a dachsteini mészkőben kialakult barlangot. A barlang 11 m hosszú és 4 m széles. Hillebrand Jenő a barlangban 1927-ben az ősember solutréi kultúrájú és magdaléni kultúrájú eszközeit találta meg és az ásatáskor gazdag ősemlős fauna is előkerült.

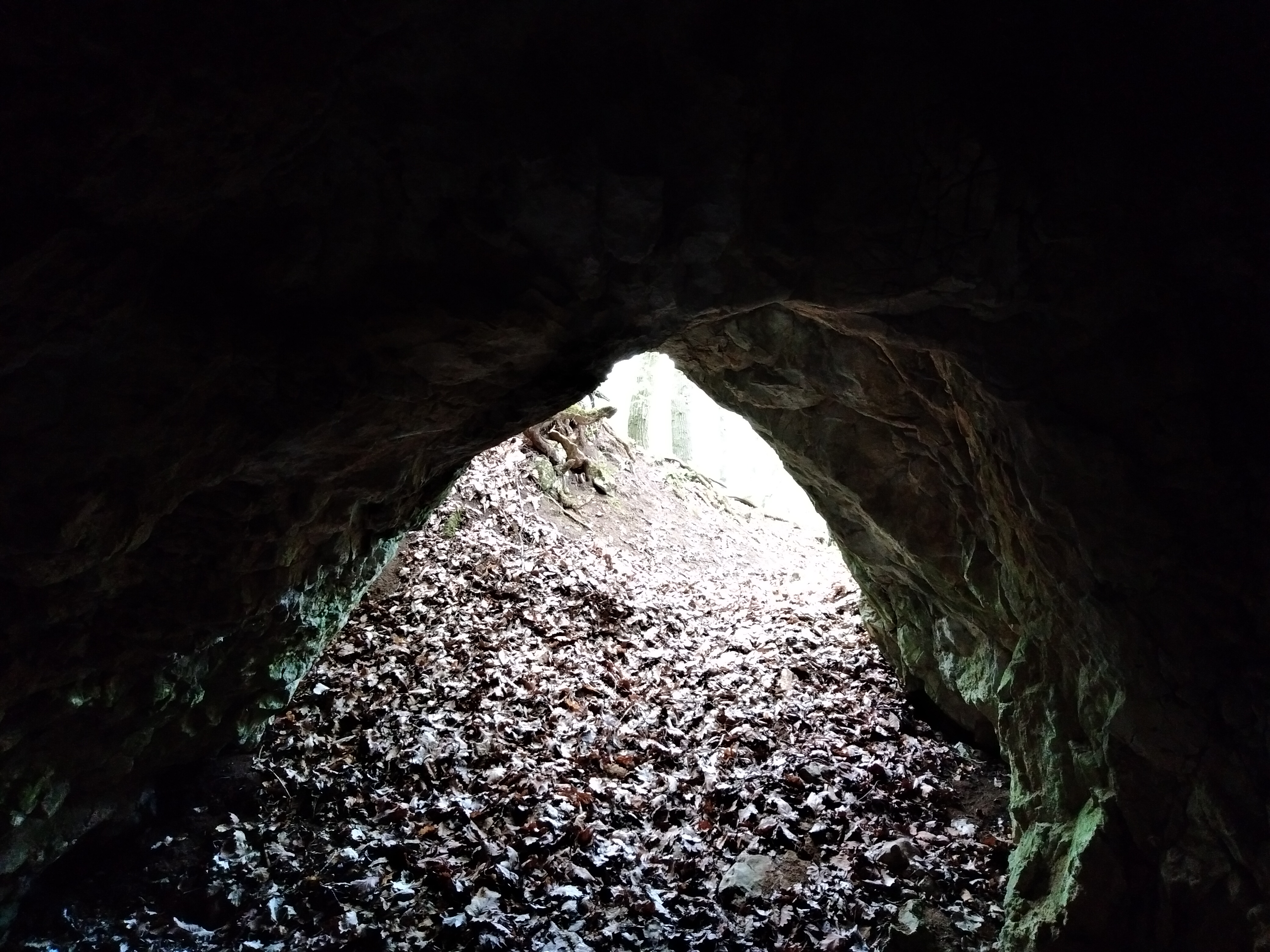
A barlang bejárata belülről fényképezve (2021-ben készült fénykép)

Az 1952-ben befejezett, Kadić Ottokár által írt kézirat szerint Hillebrand Jenőnek az 1927-ben publikált német nyelvű tanulmányában az van írva, hogy Hillebrand Jenő 1927-ben Baits György főjegyzőtől azt a hírt kapta, hogy új üreget fedeztek fel a Jankovich-barlang közelében. A kőfejtőben dolgozók ugyanazon a hegyoldalon régóta ismertek egy kis rókalyukat, amelyben hűteni szokták ivóvizüket. Hillebrand Jenő emiatt a hír miatt utazott szeptember közepén Bajótra. Felkereste ezt a helyet és mivel hideg levegő áramlott az említett üregből, arra gondolt, hogy beljebb nagyobb üregnek kell lennie. Baits György leásatta a kis üreg előterét és tényleg megnyílt egy nagyobb üreg. Hillebrand Jenő november 6-án megint Bajótra utazott és felásatta az üreget. A szóban forgó üreg a Kis-oldal nevű, dachsteini mészkőből álló meredek hegyoldalon, Bajóttól K-re 1,5 km-re, kb. 35 m relatív magasságban nyílik. A Jankovich-barlangtól kb. 1,5 km-re és legalább 80 m-rel alacsonyabban helyezkedik el. Az ÉK-re tekintő, 1,5 m széles bejárata előtt kis terasz van. A korróziós eredetű barlang 11 m hosszú és 4,2 m széles.
Az üreg bejáratában rövid ideig végzett ásatásnak a következő eredménye lett. A 3,2 m mélyre kiásott rész rétegei a következők: 1. Az üreg fenekét meddő sárgásvörös plasztikus agyag fedte. 2. Erre 40 cm vastagon rakódott barnás barlangi agyag, amelyből leginkább barlangi medve csontjai és egy atipikus kvarcit penge kerültek elő. 3. Felette világossárga, mészkőtörmelékes barlangi agyag volt, amelyből rénszarvas, vadló és barlangi medve csontjai láttak napvilágot. Ebben a rétegben, 50 cm mélységben egy 15,5 cm hosszú, nagyon hajlott pengét találtak. Ennek egyik széle jól megmunkált, a másik megmunkálatlan, vastag. A pleisztocén rétegeket először (4.) szürkéssárga, meddő holocén réteg, majd (5.) barnás humusz fedte. Mindkét rétegben római kori cserépedény-töredékek feküdtek. Az eddig felsorolt rétegeket fekete humusz (6.) borította.
Gaál Istvánnak A harmadik bajóti barlang diluviális faunája című tanulmányában, a Kiskő-oldali-barlang faunájának ismertetésében a következők vannak közölve. 1927-ben Bajót határában egy új üreg lett feltárva, amely már a harmadik feltárt üreg itt. Ebben is Hillebrand Jenő ásott, aki a próbaásatás eredményét az Eiszeitben publikálta. A barlangkitöltést ősrégészeti alapon két szintre osztotta: magdalénienre és solutréire. A felsőbb, világossárga diluviális agyagrétegből a következő emlősfajok csontjai kerültek elő: Ursus spelaeus Rosenm., Vulpes vulpes foss., Rangifer tarandus foss., Cervus canadensis asiaticus foss., Diceros antiquitatis és Equus cf. ferus foss. Ez a kis sorozat ugyan nem vetekszik a Baits-barlang gazdag faunájával, de a kanadai szarvas ősvilági rokonának, a maralnak és a kistermetű lónak feltűnő a jelenléte. A mélyebb barlangi agyagból csak négy emlősfaj csontmaradványai lettek kiásva. Ezek: Ursus spelaeus Rosenm., Bos primigenius, Rangifer tarandus és Megaceros giganteus. Az az érdekes ebben a kis sorozatban, hogy a bajóti diluvium eddigi 40-nél több emlősfaját két új fajjal gyarapította: az őstulokkal és az óriásgímmel.

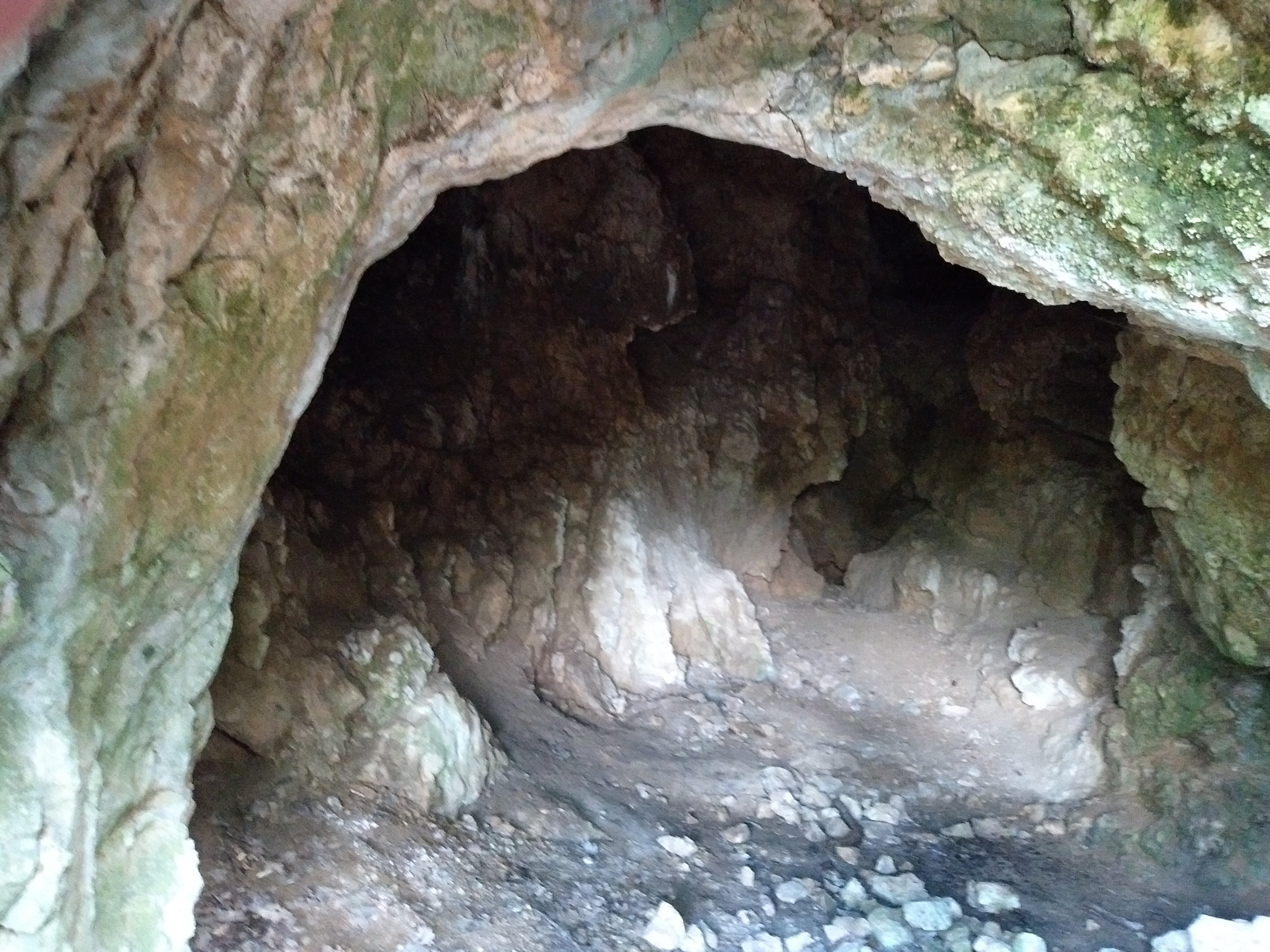
A barlang bejárati része (2021-ben készült fénykép)

Az 1959-ben kiadott Gerecse útikalauzban meg van említve, hogy a Gerecse hegységben az ismertebb barlangokon kívül pl. sok kisebb barlang, hasadék, kőfülke és víznyelő van, pl. a bajóti Kiskő-oldalon. Vértes László 1965-ben napvilágot látott könyvében közölve van, hogy a Kiskőoldal barlang a Jankovich-barlang és Bajót között fekvő völgyben, kis tszf. magasságban található. Hillebrand Jenő ásta ki 1927-ben. Felső pleisztocén rétege sárga barlangi lösz volt, amelyből egy hajlott, 15,5 cm hosszú penge került elő. Magdaléninek határozta meg a barlang ásatója. E réteg alatt, barna, barlangi medvés kitöltésből atipikus kvarcitpengét ásott ki, amelyet protosolutréinek határozott meg.
Az 1976-ban befejezett, Bertalan Károly által írt, Magyarország barlangleltára című kéziratban az olvasható, hogy a Gerecse hegységben, Bajóton helyezkedik el a Kiskőoldal-barlang. Bajóttól DK-re 500 m-re, a Kiskő-oldal dachsteini mészkövében van a barlang. 274 m tszf. magasságban lévő bejárata ÉK-re tekint egy kis sziklateraszról. A barlang 11 m hosszú és 4,2 m széles. A korróziós karsztbarlang jelenlegi méretét ásatással érte el. A kézirat barlangot ismertető része 1 publikáció alapján lett írva. A Bertalan Károly és Schőnviszky László által összeállított, 1976-ban megjelent Magyar barlangtani bibliográfia barlangnévmutatójában meg van említve a Gerecse hegységben, Bajóton lévő barlang Kis-kőoldali-barlang néven. A barlangnévmutatóban fel van sorolva 4 irodalmi mű, amelyek foglalkoznak a barlanggal.
Az 1979-ben napvilágot látott, Komárom megye régészeti topográfiája című könyvben szó van arról, hogy Bajóton, alacsonyan helyezkedik el a Kiskőoldal-barlang, amely a 2/17. sz. lelőhely (barlang, paleolitikum). Hillebrand Jenő 1927-ben ásta ki a kis üreget. Sárga, barlangi lösz volt felső rétege, amelyben talált egy pengét. Megállapította, hogy a lelet magdaléni (gravetti) kultúrájú. Az alsó, barna kitöltésből előkerült egy atipikus kvarcit penge, amelyet protosolutréinek határozott meg (MNM RP 13/928.1–2). A kiadványban van egy Bajót térkép, amelyen megfigyelhető a Kiskő-oldali-barlang földrajzi elhelyezkedése. A térképen 17-es számmal van jelölve a lelőhely. Az 1984-ben kiadott, Magyarország barlangjai című könyv országos barlanglistájában szerepel a barlang a Gerecse hegység barlangjai között, Kiskő-oldali-barlang néven, Kiskőoldali-sziklaüreg névváltozattal. A listához kapcsolódóan látható a Dunazug-hegység barlangjainak földrajzi elhelyezkedését bemutató 1:500 000-es méretarányú térképen a barlang földrajzi elhelyezkedése.
A Vértes László Karszt- és Barlangkutató Csoport az 1986. január 19-i barlangbejáráskor megállapította, hogy nincs a barlangban denevér. Az 1989. január 15-i és az 1989. augusztus 12-i barlangbejárásokkor a Gerecse Barlangkutató Egyesület megállapította, hogy nincs a barlangban denevér. Az egyesület 1991-ben kétszer távolított el szemetet a barlangból. Az 1991. február 23-i és az 1991. július 13-i barlangbejárásokkor az egyesület megállapította, hogy nincs a barlangban denevér. Az egyesület 1992-ben kétszer távolított el szemetet a barlangból.
Az 1994. évi Limesben lévő, Székely Kinga által írt dolgozatban az lett publikálva, hogy a 4661/14 barlangkataszteri számú Kiskő-oldali-barlang másik neve Kiskő-oldali-sziklaüreg. Bertalan Károly barlangleltárában a 40-es számú cédulán van ismertetve az üreg. A Barlangtani Intézetben a barlangnak nincs kataszteri törzslapja, térképe és fényképe, de kutatási törzslapja és irodalmi törzslapja van. Az 1998. január 24-i, az 1998. július 27-i, a 2001. február 10-i, a 2001. május 13-i, a 2002. február 17-i, a 2002. augusztus 15-i, a 2003. január 26-i, a 2003. június 28-i, a 2004. január 24-i, a 2004. augusztus 21-i, a 2006. február 12-i és a 2006. július 29-i barlangbejárásokkor a Gerecse Barlangkutató és Természetvédő Egyesület megállapította, hogy nincs a barlangban denevér.
2003-ban a Barlangtani Intézet megbízásából Kovács Richárd és Szabó Evelin (az Ariadne Karszt- és Barlangkutató Egyesület tagjai) mérték fel a barlangot, majd Kovács Richárd a felmérés alapján megszerkesztette a barlang alaprajz térképét, hosszmetszet térképét és keresztmetszet térképét. Az alaprajz térképen látható a keresztmetszet elhelyezkedése a barlangban. Az elkészült térképlap szerint, amelyen jelölve van az É-i irány, a 4661-14 barlangkataszteri számú Kiskő-oldali-barlang 16 m hosszú, 1 m mély és 4,2 m magas.
A barlang nyilvántartólapja szerint, amely egy 2003. június 22-i helyszíni szemle, illetve BTI kataszteri felvétel alapján készült, a Kiskő-oldali-barlang (Kiskő-oldali-sziklaüreg) barlangkataszteri száma 4661-14. A barlang Bajóton (Komárom-Esztergom megye, Keleti-Gerecse) helyezkedik el. A barlangbejárat koordinátái: X: 614044, 1 7, Y: 264758, 8, Z: 260 m. A 2,5 m széles és 1,6 m magas barlangbejárat szabálytalan alakú, természetes, de mélyített jellegű, vízszintes tengelyirányú. A barlang triász dachsteini mészkőben keletkezett karsztvízszint alatti oldódás miatt. (A barlang jelenleg inaktív hidrológiai szempontból.) Nem befolyásolta előkészítő tényező a barlang kialakulását. A részletesen felmért barlang 16 m hosszú, 5,2 m függőleges kiterjedésű, 4,2 m magas, 1 m mély és 12,5 m vízszintes kiterjedésű. Az egyszerű térformájú barlang lejtésviszonyai változóak. A barlang jellemző szelvénytípusa a szabálytalan, oldott.
Kürtő, gömbfülke és gömbüst van benne. Cseppkőlefolyás, visszaoldott cseppkövek, montmilch és kis farkasfogas cseppkőzászlók figyelhetők meg a barlangban. Az üregben omladék, kőzettörmelék, sok agyag, illetve némi talaj, humusz van. Növénytörmelék, avar, alga, moha, gyökerek vannak benne. Megfigyelt állatai: puhatestű, pók, rovar, denevér, egyéb csontok. Előkerült belőle tüzelőhely és kőeszköz. Időszakosan vannak jelen csepegő vizek a barlangban. A végponton nyáron kifelé mozgó légáramlás észlelhető. Szén-dioxid tartalom érzékszervileg nem állapítható meg. Tematikus feldolgozás: régészet, kutatástörténet, irodalom. Barlangleltári szám: Gerecse 40. Az irodalomban először 1937-ben lett említve a barlang (Turisták Lapja).
Az engedély nélkül megtekinthető, könnyű sétával megközelíthető barlang bejárásához elég egy lámpa. Végponti hasadéka azonban csak némi sziklamászással járható. Jogi státusz: a természetvédelemről szóló 1961. évi 18. sz. tvr. Illetékes természetvédelmi hatóság: Duna–Ipoly Nemzeti Park Igazgatóság. A barlang kicsit van megváltoztatva, ásványkiválásai gyakorlatilag érintetlenek, aljzata pedig mélyített. Turisták által kissé veszélyeztetve (tűzrakás) van az üreg. A barlang nyilvántartólapjához kapcsolódó dokumentumok: bejárati fotó papírképen és digitális formában. 1:100 méretarányú térkép alaprajz, hosszmetszet, keresztmetszet (nyomtatott és digitális formában). 10.000 méretarányú felszíni térkép. A barlang poligonja és felmérési jegyzőkönyve digitális formában.
A barlang bejárata a Bajót szomszédságában lévő Öreg-kő Ny-i oldalában fekvő felhagyott kőfejtő mellett, erdőben található kis sziklafal tövében, 260 m tszf. magasságban helyezkedik el. 1927-ben Hillebrand Jenő a barlangban régészeti ásatást végzett, amiről rövid leírás található az 1979-ben kiadott, Komárom megye régészeti topográfiája című kiadványban. A barlang felső rétege sárga barlangi lösz volt, amelyből egy magdalénien kultúrájúnak meghatározott penge látott napvilágot. Az alsó barna kitöltésből atipikus kvarcitpenge került elő. Ez utóbbi Hillebrand Jenő szerint protosolutréi.
A Duna–Ipoly Nemzeti Park Igazgatóság működési területén, a Gerecse hegységben elhelyezkedő, 4661/14 kataszteri számú Kiskő-oldali-barlang, 2006. február 28-tól, a környezetvédelmi és vízügyi miniszter 8/2006. KvVM utasítása szerint, megkülönböztetett védelmet igénylő barlang. A 2009. január 30-i, a 2009. június 23-i, a 2010. február 17-i, a 2010. július 1-i, a 2011. június 30-i, a 2011. december 28-i, a 2012. június 29-i, a 2012. december 27-i, a 2013. június 15-i és a 2013. december 30-i barlangbejárásokkor a Gerecse Barlangkutató és Természetvédő Egyesület megállapította, hogy nincs a barlangban denevér. 2013. augusztus 12-től a belügyminiszter 43/2013. (VIII. 9.) BM rendelete szerint a Komárom-Esztergom megyei, bajóti, 4661-14 barlangkataszteri számú és 1972 lelőhely-azonosítójú Kiskő-oldali-barlang régészeti szempontból jelentős barlangnak minősül.

## Denevér-megfigyelések
| \| Dátum \| Denevérfaj \| Egyedszám \| \| ------------------- \| ---------- \| --------- \| \| 1986. január 19. \| – \| – \| \| 1989. január 15. \| – \| – \| \| 1989. augusztus 12. \| – \| – \| \| 1991. február 23. \| – \| – \| \| 1991. július 13. \| – \| – \| \| 1998. január 24. \| – \| – \| \| 1998. július 27. \| – \| – \| \| 2001. február 10. \| – \| – \| \| 2001. május 13. \| – \| – \| \| 2002. február 17. \| – \| – \| \| 2002. augusztus 15. \| – \| – \| \| 2003. január 26. \| – \| – \| \| 2003. június 28. \| – \| – \| \| 2004. január 24. \| – \| – \| \| 2004. augusztus 21. \| – \| – \| \| 2006. február 12. \| – \| – \| \| 2006. július 29. \| – \| – \| \| 2009. január 30. \| – \| – \| \| 2009. június 23. \| – \| – \| \| 2010. február 17. \| – \| – \| \| 2010. július 1. \| – \| – \| \| 2011. június 30. \| – \| – \| \| 2011. december 28. \| – \| – \| \| 2012. június 29. \| – \| – \| \| 2012. december 27. \| – \| – \| \| 2013. június 15. \| – \| – \| \| 2013. december 30. \| – \| – \| |            |           |
| Dátum | Denevérfaj | Egyedszám |
| 1986. január 19. | –          | –         |
| 1989. január 15. | –          | –         |
| 1989. augusztus 12. | –          | –         |
| 1991. február 23. | –          | –         |
| 1991. július 13. | –          | –         |
| 1998. január 24. | –          | –         |
| 1998. július 27. | –          | –         |
| 2001. február 10. | –          | –         |
| 2001. május 13. | –          | –         |
| 2002. február 17. | –          | –         |
| 2002. augusztus 15. | –          | –         |
| 2003. január 26. | –          | –         |
| 2003. június 28. | –          | –         |
| 2004. január 24. | –          | –         |
| 2004. augusztus 21. | –          | –         |
| 2006. február 12. | –          | –         |
| 2006. július 29. | –          | –         |
| 2009. január 30. | –          | –         |
| 2009. június 23. | –          | –         |
| 2010. február 17. | –          | –         |
| 2010. július 1. | –          | –         |
| 2011. június 30. | –          | –         |
| 2011. december 28. | –          | –         |
| 2012. június 29. | –          | –         |
| 2012. december 27. | –          | –         |
| 2013. június 15. | –          | –         |
| 2013. december 30. | –          | –         |

## További irodalom
- Hillebrand Jenő: Eine neue Höhlenwohnung des ungarländischen Eiszeitmenschen. Die Eiszeit, 1927. (4. köt.) 95–96. old.
- Hillebrand Jenő: Magyarország őskőkora. Archaeologica Hungarica, 1935. (17. köt.) 21. old.